# Horňa
Horňa – wieś (obec) na Słowacji położona w kraju koszyckim, w powiecie Sobrance. Pierwsze wzmianki o miejscowości pochodzą z roku 1417.
Według danych z dnia 31 grudnia 2012, wieś zamieszkiwało 371 osób, w tym 192 kobiety i 179 mężczyzn.
W 2001 roku rozkład populacji względem narodowości i przynależności etnicznej wyglądał następująco:
- Słowacy – 96,84%
- Czesi – 0,53%
- Romowie – 2,37%
- Ukraińcy – 0,26%

Ze względu na wyznawaną religię struktura mieszkańców kształtowała się w 2001 roku następująco:
- Katolicy rzymscy – 41,32%
- Grekokatolicy – 56,58%
- Prawosławni – 0,79%
- Ateiści – 0,79%
- Nie podano – 0,53%